# 마르코스 알론소 멘도사
마르코스 알론소 멘도사(스페인어: Marcos Alonso Mendoza ˈmaɾkos aˈlonso menˈdoθa[*], 1990년 12월 28일, 마드리드 지방 마드리드 ~)는 스페인의 프로 축구 선수로, 현재 스페인 라리가의 바르셀로나와 스페인 국가대표팀에서 왼쪽 수비수 혹은 측면 수비수로 활동하고 있다.
그는 레알 마드리드에서 처음 축구를 했지만 이후 잉글랜드의 볼턴 원더러스와 이탈리아의 피오렌티나에서 경험을 쌓았다. 후자의 구단에서 장성한 그는 2016년에 약 £24M의 이적료로 첼시에 입단하였다.
알론소는 2018년 3월에 스페인 국가대표팀 신고식을 치렀다.

## 클럽 경력

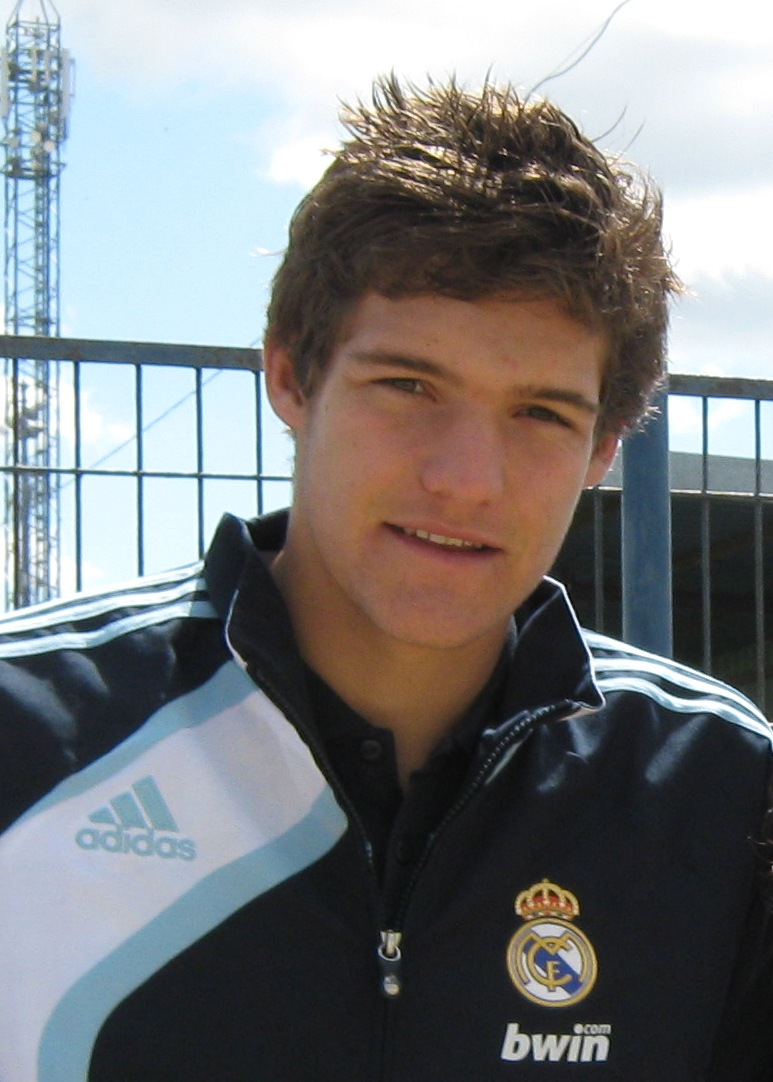
2010년, 레알 마드리드의 알론소

### 레알 마드리드
마드리드 출신인 알론소는 유년기에 레알 마드리드 유소년부에 입단하여 전 연령대를 거쳐 성인 무대에 올라섰다. 2008년, 그는 세군다 디비시온 B에 속해있는 2군인 레알 마드리드 카스티야에 차출되었고, 2008년 2월 22일에 0-1로 안방에서 진 알코르콘과의 경기 전부를 소화하며 성인 무대 첫 경기를 치렀다.
2009년 12월 11일, 당시 1군 감독이었던 마누엘 페예그리니 감독은 발렌시아와의 라 리가 경기를 앞두고 알론소를 차출했다. 그는 비록 최종 18인 명단에 이름을 올리지 못하였고 이듬해 4월 4일에 2-0으로 이긴 라싱 산탄데르와의 원정 경기에서 90분에 곤살로 이과인과 교체되어 1군 첫 경기를 치렀다.

### 볼턴 원더러스
2010년 7월 27일, 알론소는 프리미어리그의 볼턴 원더러스에 비공개 이적료로 입단했다. 8월 24일, 그는 1-0으로 이긴 사우샘프턴과의 리그컵 원정 경기에서 공식 신고식을 치렀다. 그가 치른 첫 리그 경기는 2011년 1월 1일, 1-2로 패한 리버풀과의 안필드 원정 경기로, 출장 정지 징계로 출전하지 못하는 폴 로빈슨을 대신해 선발로 출전했다.
알론소는 2012년 3월 31일, 3-2로 이긴 울버햄프턴 원더러스와의 원정 경기에서 볼턴의 2번째 골이자 자신의 성인 무대 첫 골을 기록해 3-2 승리에 일조했다. 2012-13 시즌 후, 그는 볼턴 뉴스 주관의 투표에서 37%를 득표하여 올해의 선수로 선정되었다. 올해의 선수 선정과 관련해 마르크 일레스는 "... 올해는 레알 마드리드의 전 유망주가 대도약을 한 해였다. 알론소는 장성하여 꾸준히 활약하는 측면 수비수가 되었고 - 중요한 순간에 득점도 올린다"라고 기재했다.

### 피오렌티나
2013년 5월, 알론소는 두기 프리드먼 볼턴 감독의 재계약 요청에도 불구하고 이탈리아의 피오렌티나와 3년 계약을 맺었다. 12월 30일, 불과 9번의 공식 경기 출전에 그쳤던 알론소는 구스타보 포예트 감독이 이끄는 선덜랜드에 시즌 말까지 2014년 1월 1일부터 임대로 합류하기로 발표가 났다.
2014년 1월 7일, 알론소는 2-1로 이긴 맨체스터 유나이티드와의 리그 컵 준결승 1차전 안방 경기에서 90분을 모두 소화하였고, 스카이 스포츠는 알론소를 이 경기의 최우수 선수로 선정했다. 그는 3월 2일에 같은 대회의 결승전 경기에도 출전했지만, 맨체스터 시티를 상대로 1-3 패배를 막기에는 역부족이었다. 그는 모든 대회를 통틀어 20번의 선덜랜드 경기에 출전했고, 소속 구단은 1부 리그 구단 지위를 유지했다.
임대기간이 만료된 후, 알론소는 주전으로 도약하여 보라 군단으로써의 2년 및 3년차에 70경기 이상 출전하였다. 2015년 3월 19일, 그는 또다른 이탈리아 구단인 로마와의 UEFA 유로파리그 16강전에서 보라 군단 소속 첫 골을 기록해 적지에서 3-0 승리에 도왔다.

### 첼시

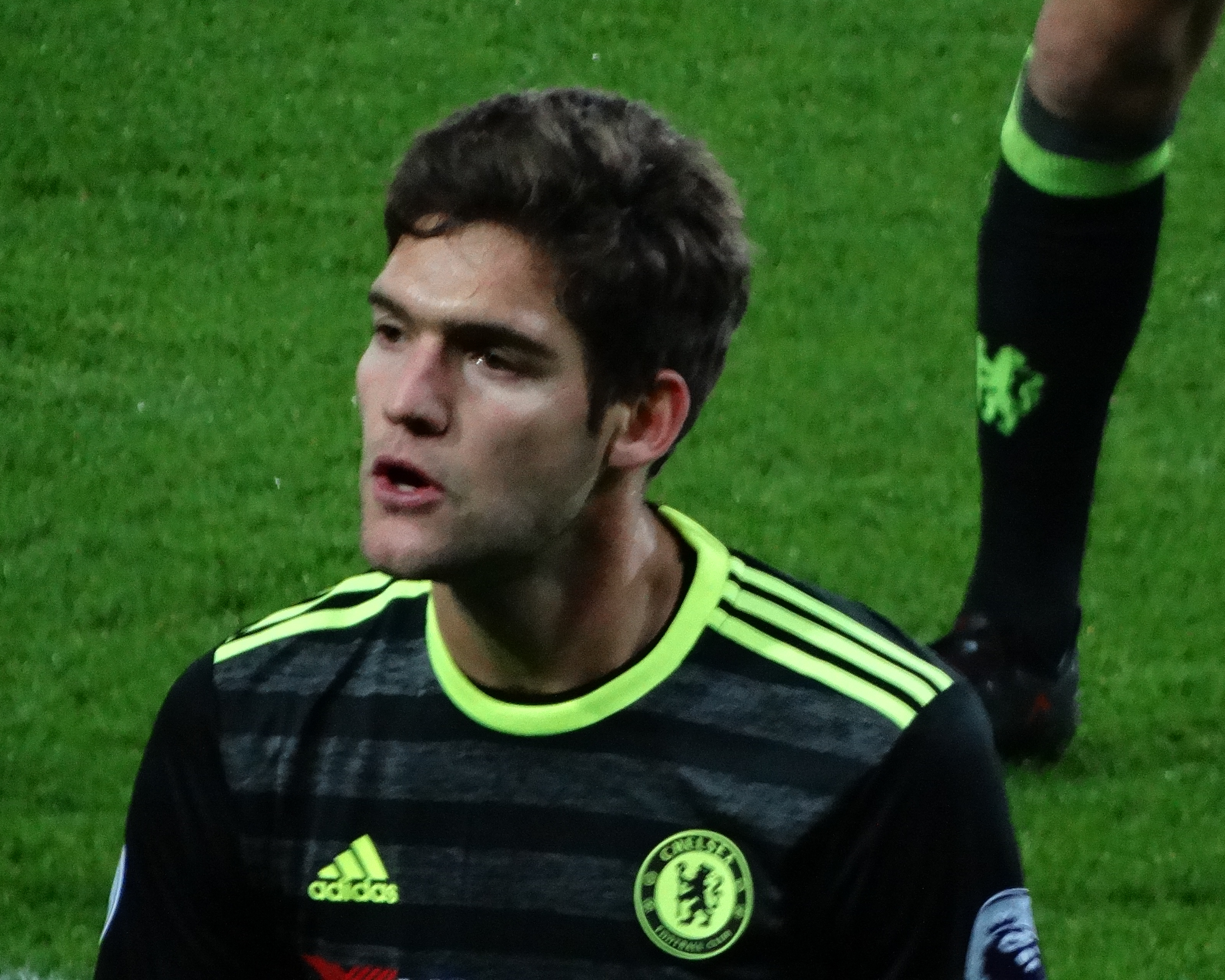
2017년, 첼시의 알론소

2016년 8월 30일, 피오렌티나 소속으로 85경기 출전 5골을 기록한 알론소는 첼시와 약 £24M의 이적료에 5년 계약을 맺고 입단하면서 다시 잉글랜드 무대에 복귀하였다. 9월 20일, 그는 4-2로 이긴 레스터 시티와의 EFL컵 원정 경기에서 120분을 소화하며 4-2 승리에 일조해 첫 첼시 경기를 치렀고, 나흘 후에는 0-3으로 패한 아스널과의 원정 경기에서 세스크 파브레가스와 55분에 교체되어 들어가 첫 리그 경기를 뛰었다.
2016년 11월 5일, 알론소는 5-0으로 이긴 에버턴과의 스탬퍼드 브리지 안방 경기에서 첼시 소속으로 첫 골을 기록했다. 그는 2017년 1월 14일, 3-0으로 이긴 레스터 시티와의 킹 파워 스타디움 원정 경기에서 2골을 추가했다.
2018년 4월, 알론소는 사우샘프턴과의 리그 경기에서 세인 롱에게 고의로 징으로 넘어뜨리면서 다리를 찍은 것으로 맹비난을 받았다. 그러나, 이 경기를 중재하던 마이크 딘은 알론소에게 아무런 불이익도 주지 않았기에 역시 비슷한 수준의 비난을 받았고, 이후 잉글랜드 축구 협회가 징계를 내리게 되었고, 추후 알론소에게 3경기 출장 정지 처분이 내려졌다.
알론소는 2018-19 시즌의 1호골을 2018년 8월 18일에 3-2로 이긴 아스널과의 안방 경기에서 기록했는데, 그는 81분에 이 경기의 결승골이 될 득점을 기록했다.
알론소는 2019년 10월 19일에 뉴캐슬 유나이티드와의 경기에서 첼시에 1-0 신승을 선사하는 득점을 기록했다. 이는 그의 2019-20 시즌 1호골이었다.
2022년 9월 1일 첼시와 상호합의 하의 계약을 해지했다.

### 바르셀로나
2022년 9월 2일 바르셀로나에 입단하였다.

## 국가대표팀 경력
2018년 3월 16일, 알론소는 독일과 아르헨티나와의 3월 친선경기를 앞두고 처음으로 스페인 국가대표팀 1군에 차출되었다. 그는 27일에 메트로폴리타노 경기장에서 열린 아르헨티나와의 경기에서 조르디 알바와 교체되어 막판 11분을 뛰어 첫 국가대표팀 경기에 출전했고, 스페인은 6-1 대승을 거두었고, 알론소 가문은 스페인 역사상 최초이자 전세계를 통틀어 7번째로 3대가 국가대항전 출전한 가문으로 이름을 올렸다.

## 사생활
알론소의 조부 마르코스 알론소 이마스는 레알 마드리드 1군 일원으로 8년을 활약했다. 그의 부친 마르코스 알론소 페냐는 스페인 1부 리그에서 오랜 기간 활약하였는데, 주로 아틀레티코 마드리드와 바르셀로나에서 활동하였고, 조부처럼 부친도 스페인 성인 국가대표팀에서 활동했었다.
2011년 5월 3일, 알론소는 마드리드에서 교통 사고에 연루되어 체포되었다. 그는 벽을 들이받은 차의 운전자였는데, 동승자였던 22세 여성을 죽였고, 당시 축축한 상황에 시속 50km 구간을 시속 112.8km의 속력으로 이동했으며 혈중 알코올 농도가 1 밀리리터 당 0.93 밀리그램이었다. 그는 본래 2016년 2월을 기점으로 21개월 징역을 받을 예정이었으나, €61,000의 벌금과 3년 4개월의 면허 취소로 정정되었고, 현재 그의 면허 취소 기간이 만료되었다.

## 경력 통계

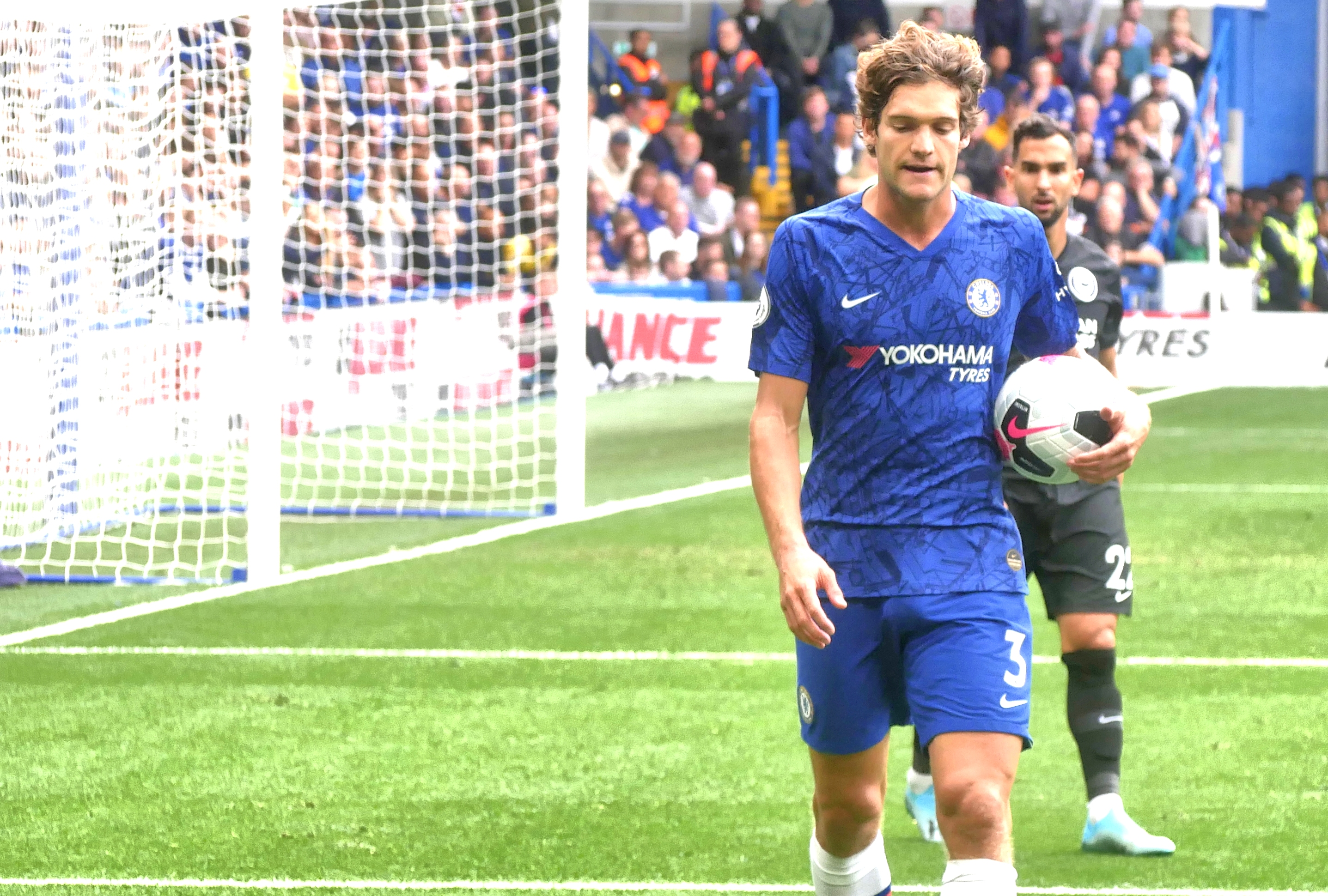
2019년, 첼시의 알론소

### 클럽
2020년 9월 26일 기준
| 클럽                   | 시즌      | 리그              | 리그 | 리그 | 컵   | 컵 | 리그컵 | 리그컵 | 유럽 | 유럽 | 기타 | 기타 | 합계 | 합계 |
| 클럽                   | 시즌      | 리그명            | 출장 | 골   | 출장 | 골 | 출장   | 골     | 출장 | 골   | 출장 | 골   | 출장 | 골   |
| ---------------------- | --------- | ----------------- | ---- | ---- | ---- | -- | ------ | ------ | ---- | ---- | ---- | ---- | ---- | ---- |
| 레알 마드리드 카스티야 | 2008–09   | 세군다 디비시온 B | 11   | 0    | —    | —  | —      | —      | —    | —    | —    | —    | 11   | 0    |
| 레알 마드리드 카스티야 | 2009–10   | 세군다 디비시온 B | 28   | 3    | —    | —  | —      | —      | —    | —    | —    | —    | 28   | 3    |
| 레알 마드리드 카스티야 | 합계      | 합계              | 39   | 3    | —    | —  | —      | —      | —    | —    | —    | —    | 39   | 3    |
| 레알 마드리드          | 2009–10   | 라 리가           | 1    | 0    | 0    | 0  | —      | —      | 0    | 0    | 0    | 0    | 1    | 0    |
| 볼턴 원더러스          | 2010–11   | 프리미어리그      | 4    | 0    | 3    | 0  | 2      | 0      | —    | —    | —    | —    | 9    | 0    |
| 볼턴 원더러스          | 2011–12   | 프리미어리그      | 5    | 1    | 1    | 0  | 1      | 0      | —    | —    | —    | —    | 7    | 1    |
| 볼턴 원더러스          | 2012–13   | 챔피언십          | 26   | 4    | 3    | 0  | 1      | 0      | —    | —    | —    | —    | 30   | 4    |
| 볼턴 원더러스          | 합계      | 합계              | 35   | 5    | 7    | 0  | 4      | 0      | —    | —    | —    | —    | 46   | 5    |
| 피오렌티나             | 2013–14   | 세리에 A          | 3    | 0    | 0    | 0  | —      | —      | 6    | 0    | —    | —    | 9    | 0    |
| 피오렌티나             | 2014–15   | 세리에 A          | 22   | 1    | 3    | 0  | —      | —      | 10   | 1    | —    | —    | 35   | 2    |
| 피오렌티나             | 2015–16   | 세리에 A          | 31   | 3    | 1    | 0  | —      | —      | 7    | 0    | —    | —    | 39   | 3    |
| 피오렌티나             | 2016–17   | 세리에 A          | 2    | 0    | 0    | 0  | —      | —      | 0    | 0    | —    | —    | 2    | 0    |
| 피오렌티나             | 합계      | 합계              | 58   | 4    | 4    | 0  | —      | —      | 23   | 1    | —    | —    | 85   | 5    |
| 선덜랜드 (임대)        | 2013–14   | 프리미어리그      | 16   | 0    | 1    | 0  | 3      | 0      | —    | —    | —    | —    | 20   | 0    |
| 첼시                   | 2016–17   | 프리미어리그      | 31   | 6    | 3    | 0  | 1      | 0      | —    | —    | —    | —    | 35   | 6    |
| 첼시                   | 2017–18   | 프리미어리그      | 33   | 7    | 3    | 1  | 2      | 0      | 7    | 0    | 1    | 0    | 46   | 8    |
| 첼시                   | 2018–19   | 프리미어리그      | 31   | 2    | 2    | 0  | 1      | 0      | 4    | 2    | 1    | 0    | 39   | 4    |
| 첼시                   | 2019–20   | 프리미어리그      | 18   | 4    | 4    | 0  | 2      | 0      | 5    | 0    | 0    | 0    | 29   | 4    |
| 첼시                   | 2020–21   | 프리미어리그      | 3    | 0    | 0    | 0  | 0      | 0      | 0    | 0    | —    | —    | 3    | 0    |
| 첼시                   | 합계      | 합계              | 116  | 19   | 12   | 1  | 6      | 0      | 16   | 2    | 2    | 0    | 152  | 22   |
| 경력 합계              | 경력 합계 | 경력 합계         | 265  | 31   | 24   | 1  | 13     | 0      | 39   | 3    | 2    | 0    | 343  | 35   |

1. ↑  FA컵, 코파 이탈리아 경기 포함
2. ↑  리그컵 / EFL컵 경기 포함
3. 1 2 3 4  UEFA 유로파리그 경기 포함
4. 1 2  UEFA 챔피언스리그 경기 포함
5. 1 2  FA 커뮤니티 실드 경기 포함

### 국가대표팀
2018년 10월 15일 기준
| 국가대표팀 | 연도 | 출장 | 골 |
| ---------- | ---- | ---- | -- |
| 스페인     | 2018 | 3    | 0  |
| 합계       | 합계 | 3    | 0  |

## 기록

### 대회기록
선덜랜드 (2013~2014)(임대)
- 풋볼 리그 컵 준우승: 2013–14[15]

첼시 FC (2016~ )
- 프리미어리그 : 2016–17[39]
- FA컵 우승 : 2017–18;[40]준우승: 2016–17,[41] 2019–20[42],2020-21

- UEFA 유로파리그: 2018–19[43]
- EFL컵 준우승: 2018–19[44]
- UEFA 챔피언스리그 : 2020-21
- FA 커뮤니티 실드 준우승 : 2015, 2017, 2018
- UEFA 슈퍼컵 : 2021
- FIFA 클럽 월드컵 : 2022

개인
- PFA 올해의 팀: 프리미어리그 2017-18[45]